# Thomas Gumbleton
Thomas John Gumbleton (ur. 26 stycznia 1930 w Detroit, Michigan, zm. 4 kwietnia 2024 w Dearborn) – amerykański duchowny rzymskokatolicki, biskup pomocniczy Detroit w latach 1968-2006. 

## Życiorys
Święcenia kapłańskie otrzymał 2 czerwca 1956 z rąk kard. Edwarda Mooneya i inkardynowany został do rodzinnej archidiecezji.
8 marca 1968 papież Paweł VI mianował go biskupem pomocniczym Detroit. Otrzymał wówczas stolicę tytularną Ululi. Sakry udzielił mu ówczesny zwierzchnik archidiecezji kard. John Francis Dearden. Na emeryturę przeszedł 2 lutego 2006 roku.